# 한국어업기술학회
한국어업기술학회는 사회일반의 이익에 공여하기 위하여 어업, 어선, 기관, 해양통신, 해양공학, 해양환경 등 해양산업에 관한 기술의 개발 및 보급에 기여할 목적으로 2010년 4월 9일 설립된 대한민국 농림수산식품부 소관의 사단법인이다. 사무실은 부산광역시 남구 대연3동 599-1번지에 있다.